# Suillia ovata
Suillia ovata är en tvåvingeart som först beskrevs av Collart 1946.  Suillia ovata ingår i släktet Suillia och familjen myllflugor. Inga underarter finns listade i Catalogue of Life.